# Tamarón
Tamarón – gmina w Hiszpanii, w prowincji Burgos, w Kastylii i León, o powierzchni 15,66 km². W 2011 roku gmina liczyła 46 mieszkańców.